# Bron- en contactonderzoek
Bron- en contactonderzoek, ook wel bron- en contactopsporing of contactopvolging, is onderzoek dat de gezondheidsdiensten uitvoeren als er een melding binnenkomt dat iemand een besmettelijke infectieziekte heeft. Het onderzoek is een van de maatregelen die gebruikt kunnen worden om verspreiding tegen te gaan. Met het contactonderzoek wordt getracht in kaart te brengen wie door de patiënt is besmet. Het brononderzoek probeert te achterhalen waar de patiënt besmet is geraakt.

## België
In Vlaanderen wordt de contactopvolging uitgevoerd door het Agentschap Zorg en Gezondheid van de Vlaamse overheid. In Brussel door de Gemeenschappelijke Gemeenschapscommissie en in Wallonië door het Agence wallonne pour une vie de qualité.

## Nederland
Het bron- en contactonderzoek (BCO) wordt in Nederland uitgevoerd door de GGD bij een groot aantal meldingsplichtige infectieziekten, waaronder Hepatitis A, B en C, een cluster van MRSA-infecties, en mazelen. In elk geval in 2018 waren dat ook de minder voorkomende ziekten zoals psittacose (papegaaienziekte), shigellose, leptospirose (rattenziekte), listeriose, kinkhoest en legionellose. In 2020 werd daar de ziekte COVID-19 aan toegevoegd.

### Methode en doel
Aan een patiënt met een besmettelijke ziekte wordt volgens de Nederlandse aanpak gevraagd met wie deze contact heeft gehad. Daarbij wordt onderscheid gemaakt tussen twee perioden:
- De periode waarin de patiënt besmettelijk was (contactonderzoek). Dit heeft tot doel nieuwe besmettingen tijdig te vinden en eventuele patiënten te behandelen. Tijdens de coronapandemie in 2020 werd het contactonderzoek ook gebruikt om - bij gebrek aan behandeling - de contacten te adviseren in quarantaine te blijven totdat de incubatietijd voorbij is en tot zeker is dat het contact de besmetting niet heeft opgelopen.
- De periode waarin de patiënt de besmetting opliep (bronopsporing). Dit heeft tot doel om eventueel ook de bron aan te pakken, en maatregelen te nemen om verdere verspreiding te voorkomen, mocht de bron nog besmettelijk zijn. Via het brononderzoek kunnen bijvoorbeeld clusters van besmettingen gevonden worden.

Artsen-infectieziekten bij de GGD's voeren op grond van de gegevens uit het bron- en contactonderzoek analyses uit, waarbij zij clusters van besmettingen proberen te ontdekken en verbanden leggen zodat de aanpak van de ziekte in de regio daarop kan worden afgestemd.
In het geval van een besmetting met tuberculose worden eerst de naaste en frequente contacten onderzocht, pas daarna minder frequente contacten. Deze contacten krijgen een Mantouxtest, waaruit blijkt of zij inderdaad besmet zijn met de TBC-bacterie.

### Wettelijke basis
De wettelijke basis voor het BCO is in Nederland gelegd in artikel 6 van de Wet publieke gezondheid. Daarin is in 2020 opgenomen dat burgemeester en wethouders van een gemeente verantwoordelijk zijn voor
- het bestrijden van tuberculose en seksueel overdraagbare aandoeningen, inclusief bron- en contactopsporing,
- bron- en contactopsporing bij meldingen als bedoeld in de artikelen 21, 22, 25 en 26 van de wet. Dat kan zijn een onbekende ziekte, een lijk dat besmet is met een giftige stof, een groot aantal zieken in de praktijk van een arts of in de omgeving, een ziekte die voorkomt op door de rijksoverheid vastgestelde lijsten of een ongewoon aantal zieken in een instelling met kwetsbare personen.

In de praktijk is deze verantwoordelijkheid van B&W gedelegeerd aan de lokale gemeentelijke gezondheidsdiensten, GGD.

## Beperkingen
Het epidemiologische en klinische nut van het uitvoeren van een BCO is afhankelijk van de aard van de ziekte. Sommige ziekten komen vooral solitair voor. De kenmerken van de patiënt, zoals een zwak immuunsysteem, zijn dan bepalender voor het krijgen van de ziekte dan de blootstelling op zich. Een ziekte als psittacose is algemeen onder vogels, maar de besmetting bij mensen verloopt vaak zonder symptomen. Iets soortgelijks speelt bij listerose, veroorzaakt door een bacterie die in rauwmelkse kaas voorkomt. Volgens een aantal infectiebestrijders lijdt het BCO in deze gevallen tot onnodige kosten en onnodige medicalisering. De totale kosten van het BCO naar 16 introducties van mazelen in de Verenigde Staten in 2011 bedroegen enkele tientallen miljoenen dollars. Betwijfeld wordt of deze kosten opwegen tegen het verlagen van de kans op het krijgen van de ziekte, met name omdat de meeste contacten al door vaccinatie beschermd waren tegen de ziekte. In geval van kwetsbare patiënten ofwel clusters van patiënten is BCO wel belangrijk voor de infectiebestrijding.

## Coronapandemie 2020

### België
Tijdens de coronapandemie In België werd de contactopvolging opgestart als uit een test bleek dat een patiënt besmet was met SARS-CoV-2. De contactopvolging werd in uitzonderlijke gevallen uitgevoerd door de huisarts van de patiënt, normaliter door een medewerker van de overheid. Vervolgens worden de contacten van de patiënt gebeld of bezocht. De gegevens werden daarbij vastgelegd in een speciale database waar verder onderzoek mee gedaan werd.

### Nederland
Tijdens de coronapandemie in 2020 werd het bron- en contactonderzoek ingezet om de ziekte te bestrijden. De met SARS-CoV-2 besmette personen kregen na positieve coronatest de uitslag, waarna de GGD telefonisch het bron- en contactonderzoek uitvoerde met de besmette persoon. Voor dit onderzoek had het RIVM een protocol opgesteld. Bij dat telefoongesprek kreeg de patiënt adviezen over de thuisisolatie en wanneer deze beëindigd kon worden; de duur van de thuisisolatie was langer voor patiënten die immuungecompromitteerd waren. Tevens werd de patiënt ondervraagd over diens activiteiten in de twee weken voor de eerste ziektedag - de periode waarin de besmetting werd opgedaan - en over diens contacten vanaf twee dagen voor de eerste ziektedag - de periode waarin de patiënt al besmettelijk kon zijn. De contacten werden onderverdeeld in huisgenoten, nauwe contacten (mensen met wie de patiënt tijdens diens besmettelijke periode meer dan vijftien minuten binnen 1,5 afstand had verkeerd), en overige contacten. De huisgenoten en nauwe contacten werden vervolgens ook gebeld door de GGD met het dringend advies om in quarantaine te gaan. De quarantaineduur was oorspronkelijk veertien dagen na het laatste contact, maar werd in augustus 2020 op advies van het Outbreak Management Team verkort tot tien dagen na het laatste contact. De overige contacten moesten geïnformeerd worden door de patiënt zelf, en kregen daarbij het advies zich te laten testen als ze klachten kregen die op COVID-19 konden wijzen.
De omvang van de infectieziekte COVID-19 die in 2020 opkwam was voor de GGD in Nederland ongekend groot. Het bron- en contactonderzoek werd zo omvangrijk dat de GGD'en in Nederland hulp inriepen van andere partijen. Zo werden onder andere alarmcentrales ingezet - die weinig te doen hadden omdat er in die periode weinig vakantiereizen waren. Ook werden uitzendkrachten ingezet. Ondanks deze inspanningen bleef het aantal besmettingen groeien, met name in augustus en september 2020. Het tijdsbeslag werd zo groot, dat de overkoepelende organisatie van de GGD'en dit voelde als dweilen met de kraan open en meerdere malen het BCO minder omvangrijk moest maken, en moest beperken tot bijvoorbeeld alleen de risico-contacten. Vanaf het moment dat het aantal besmettingen per dag groter werd dan 2000 verdween door de beperkingen van het onderzoek het zicht op de verspreiding van het virus. In de landelijke pool van BCO-medewerkers waren in het najaar van 2020 rond de 2000 fte werkzaam. In december 2020 waren er meer dan 8500 mensen werkzaam op dit onderwerp bij de GGD.